# Hilaire Marie Vermeiren
Hilaire Marie Vermeiren MSC (* 13. April 1889 in Beveren, Belgien; † 18. August 1967) war ein belgischer Ordensgeistlicher und römisch-katholischer Erzbischof von Coquilhatville.

## Leben
Hilaire Marie Vermeiren trat der Ordensgemeinschaft der Herz-Jesu-Missionare bei und empfing am 15. August 1912 das Sakrament der Priesterweihe. 
Am 10. April 1947 ernannte ihn Papst Pius XII. zum Titularbischof von Gibba und zum Apostolischer Vikar von Coquilhatville. Der emeritierte Apostolische Vikar von Coquilhatville, Edouard van Goethem MSC, spendete ihm am 25. Juli desselben Jahres die Bischofsweihe; Mitkonsekratoren waren der emeritierte Apostolische Vikar von Manado, Joannes Walter Panis MSC, und der Apostolische Vikar von Niangara, Robert Constant Lagae OP.
Hilaire Marie Vermeiren wurde am 10. November 1959 infolge der Erhebung des Apostolischen Vikariats Coquilhatville zum Erzbistum erster Erzbischof von Coquilhatville. Am 8. April 1963 nahm Papst Paul VI. das von Vermeiren vorgebrachte Rücktrittsgesuch an und ernannte ihn zum Titularerzbischof von Pedachtoë.
Vermeiren nahm an allen vier Sitzungsperioden des Zweiten Vatikanischen Konzils teil.